# Egrek
Egrek (bułg. Егрек) – wieś w Bułgarii, w obwodzie Kyrdżali, w gminie Krumowgrad. W 2024 roku liczyła 409 mieszkańców.